# Ronde van de Aude (mannen)
De Ronde van de Aude was een meerdaagse wielerwedstrijd die voor het eerst plaatsvond in 1957 en werd verreden in het departement de Aude.  De laatste editie vond plaats in 1986 en ging per 1987 samen met de Grand Prix du Midi Libre. De wedstrijd werd verreden over drie à vier etappes, met enkele deeletappes dan wel een proloog. Tussen 1985 en 2010 vond er ook een wedstrijd voor vrouwen plaats.

## Lijst van winnaars

### Meervoudige winnaars
| Overwinningen | Renner          | Land      | Jaren      |
| ------------- | --------------- | --------- | ---------- |
| 2             | Francesco Moser | Italië    | 1978, 1979 |
| 2             | Phil Anderson   | Australië | 1981, 1983 |

### Overwinningen per land
| Overwinningen | Land                                |
| ------------- | ----------------------------------- |
| 11            | Frankrijk                           |
| 3             | Italië                              |
| 2             | Australië, België                   |
| 1             | Bondsrepubliek Duitsland, Nederland |